# Унгуреј (Алба)
Унгуреј (рум. Ungurei) насеље је у Румунији у округу Алба у општини Рошија де Секаш. Општина се налази на надморској висини од 346 m.

## Становништво
Према подацима из 2002. године у насељу је живело 379 становника.

### Попис2002.
| Расподела становништва по националности 2002.‍ | Расподела становништва по националности 2002.‍ | Расподела становништва по националности 2002.‍ | Расподела становништва по националности 2002.‍ | Расподела становништва по националности 2002.‍ |
| --------------------------------------------- | --------------------------------------------- | --------------------------------------------- | --------------------------------------------- | --------------------------------------------- |
|                                               |                                               |                                               |                                               |                                               |
| Румуни                                        | Румуни                                        |                                               | 327                                           | 86,5%                                         |
| Роми                                          | Роми                                          |                                               | 44                                            | 11,6%                                         |
| Немци                                         | Немци                                         |                                               | 7                                             | 1,9%                                          |